# 倍積完全数
倍積完全数（ばいせきかんぜんすう、英: multiply perfect number, multiperfect number, pluperfect number）とは、その約数の総和が元の数の整数倍になるような自然数のことである。約数関数 σ を用いて定義すると σ(n) = kn （k は自然数）を満たす自然数 n が倍積完全数であり、これを k倍完全数ともいう。

## 概要
k = 1 の場合は σ(n) = n を満たす n が 1 のみであるため、1倍完全数は 1 のみであり、不足数である。k = 2 の場合である2倍完全数は単に完全数と呼ぶ。k ≥ 3 の場合は過剰数であり、1 を除く全ての倍積完全数は合成数である。
例えば、120 の約数の総和は
σ(120) = 1 + 2 + 3 + 4 + 5 + 6 + 8 + 10 + 12 + 15 + 20 + 24 + 30 + 40 + 60 + 120 = 360 = 3 × 120
であり、120 の 3 倍となるので、120 は3倍完全数である。
具体的には 1 (1), 6 (2), 28 (2), 120 (3), 496 (2), 672 (3), 8128 (2), 30240 (4), 32760 (4), 523776 (3), 2178540 (4), 23569920 (4), …（オンライン整数列大辞典の数列 A007691、k の値についてはA054030）

## k倍完全数の表
以下にそれぞれの k倍完全数 (k ≤ 11) のうち、現在発見されている中で最小の数を挙げる。k = 8 まではこれが最小であることが確認され、OEIS及びリンク先に掲載されている（オンライン整数列大辞典の数列 A007539）。k = 9 以降は Flammenkamp のページに拠った。
| k  | 最小の k倍完全数 | 発見者、年                                         |
| -- | --- | -------------------------------------------------- |
| 1  | 1 | -                                                  |
| 2  | 6 | -                                                  |
| 3  | 120 | -                                                  |
| 4  | 30240 | デカルト、1638年                                   |
| 5  | 14182439040 | デカルト、1638年                                   |
| 6  | 154345556085770649600 | カーマイケル (en:Robert Daniel Carmichael)、1907年 |
| 7  | 141310897947438348259849402738485523264343544818565120000                                                                              | TE Mason、1911年                                   |
| 8  | 826809968707776137289924194863596289350194388329245554884393242141 3884476391773708366277840568053624227289196057256213348352000000000 | Stephen F. Gretton、1990年                         |
| 9  | 5.61308081837371589… × 10286 | Fred Helenius、1995年                              |
| 10 | 4.48565429898310924… × 10638 | George Woltman (en:George Woltman)、2013年         |
| 11 | 2.51850413483992918… × 101906 | George Woltman、2001年                             |

2013年現在、11倍完全数までの倍積完全数が発見されている。
- 1倍完全数 : 1
- 2倍完全数 : 完全数を参照。
- 3倍完全数 : 120, 672, 523776, 459818240, …（A005820）
- 4倍完全数 : 30240, 32760, 2178540, 23569920, …（A027687）
- 5倍完全数 : 14182439040, 31998395520, …（A046060）
- 6倍完全数 : 154345556085770649600, …（A046061）

- 7倍完全数 : 141310897947438348259849402738485523264343544818565120000, …
- 8倍完全数 : 8268099687077761372899241948635962893501943883292455548843932421413884476391773708366277840568053624227289196057256213348352000000000, …
- 9倍完全数 : 56130808183737158999998793684026231356147190822348283579122819870557664808030968216100782148452765644947099984854756332066651809002612793115408005967022213284272150201873375214629478176342119709234895003815657961417701371450048608475283004587476685222825422086715415685343739904000000000

## 性質
- k = 1 の場合については 1 を参照。
- k = 2 の場合については完全数を参照。
- k 倍完全数全体、また1倍を除く個別のk 倍完全数が無数に存在するかどうかは分かっていないが、3倍完全数は6個、4倍完全数は36個、5倍完全数は65個、6倍完全数は245個、7倍完全数は516個がそれぞれ発見されており、この5種類はこれより多くは存在しないと予想されている（オンライン整数列大辞典の数列 A134639）。
- 3倍完全数で偶数の完全数と同じ形2n-1 × (2n - 1) の数は 120(n = 4) と 523776(n = 10) の2個が発見されている。また 2016(n = 6) は 672 の約数の和になっている。
- 偶数の3倍完全数は自分自身と2番目に大きい約数の和がその他の約数の和に等しい。

例：1 + 2 + 3 + 4 + 5 + 6 + 8 + 10 + 12 + 15 + 20 + 24 + 30 + 40 = 60 + 120 = 180
- 完全数の倍数である4倍完全数は、完全数の約数で割った商である約数の和がその他の約数の和に等しい。一般に k 倍完全数の倍数である 2k 倍完全数は、k 倍完全数の約数で割った商である約数の和がその他の約数の和に等しい。
- k ≥ 2 とし、N を r 個の相異なる素因数を持つ k 倍完全数とする。このとき N は、k と r に依存するある定数 C 未満の自然数と、1 または偶数の完全数との積になる（Kanold, 1956）。この定数 C は実際に計算可能である（Pomerance, 1977）。
- k 倍完全数 n における約数の逆数の和は k に等しい。これは n の約数の和を N としたとき、逆数の和は {\displaystyle {\frac {N}{n}}=k} になることから証明できる。

例：n = 6 のとき {\displaystyle {\frac {1}{1}}+{\frac {1}{2}}+{\frac {1}{3}}+{\frac {1}{6}}={\frac {12}{6}}=2}
- 倍積完全数の約数の和になっている数は 1, 12, 56, 360, 992, 2016, 16256, 120960, …（A307741）
- p が n を割り切らない素数とすると、n が p倍完全数であることと、その約数の和 pn が (p + 1)倍完全数であることは同値である。例えば、4倍完全数 1379454720 は 3 で割り切れるが 9 で割り切れないため、3 で割った 459818240 は 3 で割り切れない3倍完全数となっている。3倍完全数 51001180160 と4倍完全数 153003540480 も同様であり、5倍完全数と6倍完全数でも20組が発見されている（いずれも澗以上の巨大数）。これと同様に3倍完全数 m が 2 で割り切れるが 4 で割り切れない場合（すなわち m が単偶数である場合）、m/2 は奇数の完全数となるが、そのような数の組はいまだに発見されていない。

n (p) の例: 459818240 (3), 51001180160 (3),…(A323653)